# Hester Bijl
Hester Bijl (Voorburg, 15 december 1970) is sinds februari 2021 rector magnificus van de Universiteit Leiden en hoogleraar numerieke wiskunde. Vanaf 2016 was Bijl vice-rector magnificus in het Leidse college van bestuur. Bijl is de eerste vrouwelijke rector magnificus van de oudste universiteit van Nederland.

## Biografie
Bijl studeerde Technische Wiskunde aan de TU Delft, waar zij in 1999 ook promoveerde. Daarnaast behaalde zij een master in Engelse Taal en Literatuur aan de Universiteit Leiden. Van 2013 tot oktober 2016 was zij decaan van de faculteit Luchtvaart- en Ruimtevaarttechniek. Daarvoor was Bijl aan de TU Delft voorzitter van de afdeling Aerodynamica, Windenergie, Vliegprestaties en Voortstuwing en voorzitter van het Delft Energy Initiative. Voor haar onderzoek op het gebied van de numerieke stromingsleer met toepassingen in de luchtvaart en windenergie ontving zij persoonsgerichte subsidies van NWO (VIDI en ASPASIA). Bijl was lid van de eerste lichting van De Jonge Akademie van de KNAW en was tevens lid van het bestuur ervan.
Vanaf 1 november 2016 was Bijl vice-rector magnificus en lid van het college van bestuur van de Universiteit Leiden met de portefeuille Onderwijs. Ze volgde Simone Buitendijk op.
In 2012 gaf Bijl een Paradisolezing. In 2014 opende zij Lowlands University met een college over flappende vleugels en klapwiekende vliegtuigen. Haar expertise in de lucht- en ruimtevaartechniek heeft ze onder meer ingezet voor de ontwikkeling van de Delfy, het libelleachtige vliegtuig dat door de zaal over het publiek vloog tijdens haar college.
Sinds 2020 is Bijl lid van de raad van toezicht van TNO. Op 8 februari 2021 volgde ze Carel Stolker op als rector magnificus van de Universiteit Leiden; per diezelfde datum trad Annetje Ottow aan als Stolkers opvolger als voorzitter van het college van bestuur van de universiteit.

## Persoonlijk
Met Eric Wiebes kreeg ze twee kinderen.
- Gemeinsame Normdatei: 1229443282
- International Standard Name Identifier: 0000 0003 9233 8422
- Library of Congress Control Number: nb2013023407
- Mathematics Genealogy Project: 30127
- Nationale Bibliotheek van Israël: 987007389150005171
- Nederlandse Thesaurus van Auteursnamen: 148395759
- Système universitaire de documentation: 172795206
- Virtual International Authority File: 286333533
- WorldCat: E39PBJqfH7VkkB9CC6Wv7J6tKd